# 奧蓮娜·斯塔里科娃
奧蓮娜·斯塔里科娃（烏克蘭語：Олена Старікова，1996年4月22日—），烏克蘭單車運動員，她代表烏克蘭隊參加了日本舉行的2020年夏季奧林匹克運動會，並且在女子爭先賽上獲得銀牌。